# Sulisław (powiat policki)
Sulisław (do 1945 niem. Böhningshof) – obecnie niezamieszkana osada na granicy polsko-niemieckiej, po płd.-wsch. stronie jeziora Pępowo. Nazwa polska nowa od 1945 r. pochodzi od imienia staropolskiego Sulisław.
Przed 1939 r. zamieszkiwało ją 55 osób, zatrudnionych głównie na kolei jako dróżnicy. Osada po II wojnie światowej nie została zasiedlona i uległa zniszczeniu.
Nazwę Sulisław wprowadzono urzędowo w 1947 roku.